# Joseph Proudman
Joseph Proudman (30 décembre 1888 - 26 juin 1975) est un mathématicien et océanographe britannique de renommée internationale. Ses études théoriques sur les marées océaniques ont non seulement « résolu pratiquement tous les problèmes de marée restants qui sont solubles dans le cadre de l'hydrodynamique classique et des mathématiques analytiques », mais ont jeté les bases d'un service de prédiction des marées (développé avec A.T. Doodson) de grande importance internationale.

## Formation
Proudman est né dans le village d'Unsworth, près de Bury, Lancashire, le 30 décembre 1888. Il a fréquenté les écoles primaires d'Unsworth et de Bold et de 1902 à 1907, il a été élève-enseignant à l'école primaire de Farnworth. Il a complété ses études secondaires en suivant des cours supplémentaires avant le début officiel de l'école le matin et en suivant des cours du soir à l'école technique de Widnes pour étudier l'art, les mathématiques et la physiographie. Il a reçu la bourse d'entrée Tate Technical Science et est entré à l'université de Liverpool en 1907. Il a obtenu son diplôme avec les honneurs de première classe en 1910, remportant le prix Hudson de géométrie et la bourse Derby. Avec cela et l'attribution d'une exposition d'entrée, il a eu une deuxième brillante carrière de premier cycle, étudiant les mathématiques pures et appliquées au Trinity College de Cambridge, où il est devenu Wrangler avec distinction et a obtenu son diplôme en 1912.

## Carrière
Son tuteur, E.W. Barnes, lui a suggéré d'écrire à Horace Lamb à Manchester pour un sujet de recherche approprié. Cela l'a initié à ses études sur la dynamique des marées qui allait devenir son principal intérêt scientifique. Il est retourné à Liverpool en tant que maître de conférence en 1913, a été nommé premier professeur de mathématiques appliquées en 1919 et en 1933 transféré à la chaire d'océanographie à laquelle il a apporté un changement d'orientation de l'océanographie biologique à l'océanographie physique. Il a occupé ce poste jusqu'à sa retraite en 1954. En 1916, Horace Lamb a demandé à Proudman de l'aider à préparer un rapport pour la British Science Association sur l'état de la recherche sur les marées océaniques. Cela a conduit Proudman à l'idée de fonder un institut de recherche sur tous les aspects des marées, idée qui a été concrétisée en 1919 avec l'aide financière des frères Booth, deux armateurs de Liverpool. L'Institut des marées de l'Université de Liverpool a commencé ses travaux avec Proudman en tant que directeur honoraire et A.T. Doodson en tant que secrétaire et a acquis en quelques années une réputation nationale et internationale pour ses services de prévision des marées ainsi que pour la recherche fondamentale. Il est indiqué que de 1924 jusqu'aux années 1950, l'institut était chargé de prédire les marées pour les deux tiers du monde. Après plusieurs changements de nom et de statut, l'institut (ayant fusionné avec l'Observatoire de Liverpool en 1929) est maintenant le Laboratoire océanographique Proudman.
Le prix Adams de l'université de Cambridge a été décerné à Proudman en 1923 pour un essai sur les marées, qui s'est avéré être un remarquable gisement d'idées à partir duquel s'est développée une série d'articles, dont beaucoup en collaboration avec Doodson, d'importance théorique et pratique. Proudman avait l'habitude de dire que son partenariat avec Doodson était si fructueux parce qu'il aimait faire de l'algèbre tandis que Doodson préférait l'arithmétique, un euphémisme de leur travail qui indiquait néanmoins leurs intérêts complémentaires. En plus de son travail dans le développement des départements de mathématiques appliquées et d'océanographie, Proudman a participé à part entière à l'administration de l'université et a agi à titre de vice-chancelier pendant les années de guerre 1940-1946. Après sa retraite, l'Université de Liverpool lui a conféré le diplôme honorifique de LLD. Il était membre de la Royal Society (élu en 1925) qui lui a décerné la médaille Hughes en 1957 et il a siégé à de nombreux comités scientifiques et gouvernementaux.
Le professeur Proudman était une figure bien connue dans les cercles scientifiques internationaux et a occupé le poste de secrétaire de l'Association internationale d'océanographie physique (maintenant l'Association internationale pour les sciences physiques des océans (en)) pendant plusieurs années avant d'en devenir le président en 1951-1954. Parmi ses distinctions à l'étranger figurent l'adhésion à l'Académie norvégienne des sciences et des lettres, et la médaille Alexander-Agassiz de l'Académie nationale des sciences des États-Unis. Il a reçu le grade de commandeur de l'ordre de l'Empire britannique (CBE) dans les honneurs d'anniversaire de 1952.

## Vie privée
Le professeur Proudman a épousé Rubina Ormrod en 1916 et il y avait deux fils et une fille de leur mariage (James, Nancy et Ian). Après la mort de sa première femme en 1958, Proudman a épousé Beryl Gould en 1961, qui lui a survécu. Proudman est décédé le 26 juin 1975.

## Publications
- Dynamical Oceanography. Londres, Methuen, New York, Wiley 1953.
- avec F. S. Carey: Elements of Mechanics. Londres, Longmans, Green 1925.
- Bibliographie des marées (1910-1927). International Association of Physical Oceanography, Venise, 1929.
- Tidal Bibliography. Helsingfors, Frenckellska tryckeri aktiebolaget, Helsingfors 1932 (trois parties: publications de 1910 à 1929/1930).